# Badnagar
Badnagar là một thành phố và khu đô thị của quận Ujjain thuộc bang Madhya Pradesh, Ấn Độ.

## Nhân khẩu
Theo điều tra dân số năm 2001 của Ấn Độ, Badnagar có dân số 30.951 người. Phái nam chiếm 52% tổng số dân và phái nữ chiếm 48%. Badnagar có tỷ lệ 75% biết đọc biết viết, cao hơn tỷ lệ trung bình toàn quốc là 59,5%: tỷ lệ cho phái nam là 80%, và tỷ lệ cho phái nữ là 69%. Tại Badnagar, 14% dân số nhỏ hơn 6 tuổi.